# Миасагори
«Миасагори» (кор. 미아사거리역) — подземная станция Сеульского метро на Четвёртой линии. Она представлена двумя боковыми платформами. Станция обслуживается транспортной корпорацией Сеул Метро. Расположена в квартале Миадон (71-5 Mia-dong) района Канбук города Сеул (Республика Корея). На станции установлены платформенные раздвижные двери.
Пассажиропоток — 73 203 (на январь-декабрь 2012 года).
Станция была открыта 20 апреля 1985 года.
Открытие станции было совмещено с открытием первой очереди Четвёртой линии — участка Санъге—Университет Хансун длиной 11,8 км и еще 9 станцийː «Санъге» (410), «Новон», «Чандон», «Танъгмун», «Сую», «Миа», «Кирым», «Женский университет Сонсин» и «Университет Хансон» (419).